# Het Wapen van Noordbroek
Het Wapen van Noordbroek (voorheen ook "Quatre Bras") is een voormalig logement aan de Hoofdstraat in de Groningse plaats Noordbroek.

## Beschrijving
Het Wapen van Noordbroek is een voormalig logement dat lag op de kruising van doorgaande water- en hoofdwegen. Nabij het logement lag de haven van Noordbroek die verbonden was met het in 1653 gegraven Noordbroeksterdiep en waarover het transport per boot plaatsvond. Het logement stond op de hoek van de Hoofdstraat in Noordbroek, een straat die deel uitmaakte van de doorgaande route tussen Zuidbroek en Siddeburen. Het logement had een zogenaamde doorrit, waardoor paarden en koets naar binnen gereden konden worden. Op een ansichtkaart uit 1910-1920 is deze doorrit rechts van het huidige pand nog aanwezig. De straat waaraan het etablissement lag heette toen nog Stationsweg, genoemd naar het toenmalige Station Noordbroek aan de lijn Zuidbroek-Delfzijl van de NOLS. Vanwege de ligging op het kruispunt heette het logement en het latere hotel-café-restaurant tot ver in de twintigste eeuw "Quatre Bras". Ook was er de plaatselijk bioscoop gevestigd.
Het voormalige logement is sinds 2000 omgevormd tot een atelier en galerie. Ook de horecafunctie is gehandhaafd. De accommodatie fungeert als erfgoedlogies. Het Wapen van Noordbroek is tevens een van de officiële trouwlocaties van de gemeente Midden-Groningen.